# Gaston Leval
Gaston Leval, född som Robert Pilla den 20 oktober 1895 i Saint-Denis, död den 8 april 1978 i Saint-Cloud, var en fransk syndikalist, och historieskrivare om den spanska revolutionen.  
Leval flydde till Spanien 1915 för att undvika värnplikt. I Spanien kom han i kontakt med CNT. Under Primo de Rivera styre i Spanien så stack han till Argentina för att inte återvända förrän det Spanska inbördeskriget bröt ut, då han började skriva om revolutionen och de kollektivistiska experimenten som genomfördes.